# پیاز بیابانی
پیاز بیابانی (نام علمی: Allium borszczowii) یک گونه گیاهی بومی ازبکستان، قزاقستان، ترکمنستان، ایران، افغانستان و پاکستان است که حدود ۳۰ سانتی‌متر طول و گلهای سفید و بنفش دارد.